# Општина Бојница
Општина Бојница (буг. Община Бойница) је једна од једанаест општина Видинске области која се налази на северозападу Бугарске. Општински центар је село Бојница. Према подацима са пописа из 2021. године општина је имала 763 становника. Простире се на површини од 183,36 km² и чине је осам села:
- Раброво
- Бојница
- Бориловец
- Шишенци
- Периловец
- Градсковски Колиби
- Каниц
- Шипикова Махала

До 2012. године општина је имала девет насеља али је село Халовски Колиби остало без становника, па је припојено селу Шишенци. Највећа села су Бојница и Раброво.
Општина се на северу и западу граничи са Србијом (град Зајечар и општина Неготин), на североистоку са општином Брегово, на истоку са општином Видин, а на југу са општином Кула.